# ایپوت یکم
ایپوت یکم (انگلیسی: Iput) یک ملکه همسر در مصر باستان بود که در دوران حکمرانی دودمان ششم مصر زندگی می‌کرد. وی دختر فرعون اوناس آخرین فرامانروای دودمان پنجم مصر بود و با تتی نخستین پادشاه دودمان ششم مصر ازدواج کرد. پسر او پپی یکم بود  و زمانی به قدرت رسید که هنوز خردسال بود و در آن هنگام ایپوت یکم نائب‌السلطنه پسرش بود تا به سن قانونی برسد.

## زندگی
ایپوت احتمالاً دختر فرعون اوناس، واپسین پادشاه دودمان پنجم مصر بود. مادر او ممکن است نبِت یا خِنوت بوده باشد. او با تتی، نخستین فرعون دودمان ششم مصر ازدواج کرد.
فرزند آن‌ها پپی یکم بود که بعدها به سلطنت رسید.
ایپوت به‌همراه پسرش پپی یکم در یک کتیبهٔ فرمان سلطنتی از قفط به تصویر کشیده شده است.
استخوان‌های یافت‌شده در هرم او نشان می‌دهند که در میانسالی درگذشته است.

## تدفین
ایپوت در سقاره به خاک سپرده شد، در هرمی که در نزدیکی هرم فرعون تِتی قرار دارد.
هرم‌های ایپوت و خُویت بین ژوئیهٔ ۱۸۹۷ تا فوریهٔ ۱۸۹۹، توسط مصرشناس فرانسوی ویکتور لره کشف شدند.